# Berthold Lülf
Berthold Lülf (* 21. Dezember 1959 in Altenberge) ist ein deutscher Politiker (SPD). Er ist seit 2002 Bürgermeister der münsterländischen Stadt Ennigerloh.

## Leben
Berthold Lülf machte eine Ausbildung im öffentlichen Dienst und war seitdem in der Kommunalverwaltung tätig, unter anderem in Altenberge, Münster, Nordwalde, Drensteinfurt und Unna. In Oerlinghausen war er Erster Beigeordneter und Stadtkämmerer.
Als Schachspieler spielte er in den 1980er- und 1990er-Jahren beim Verein Königsspringer Nordwalde.
Er ist geschieden und hat drei Söhne.

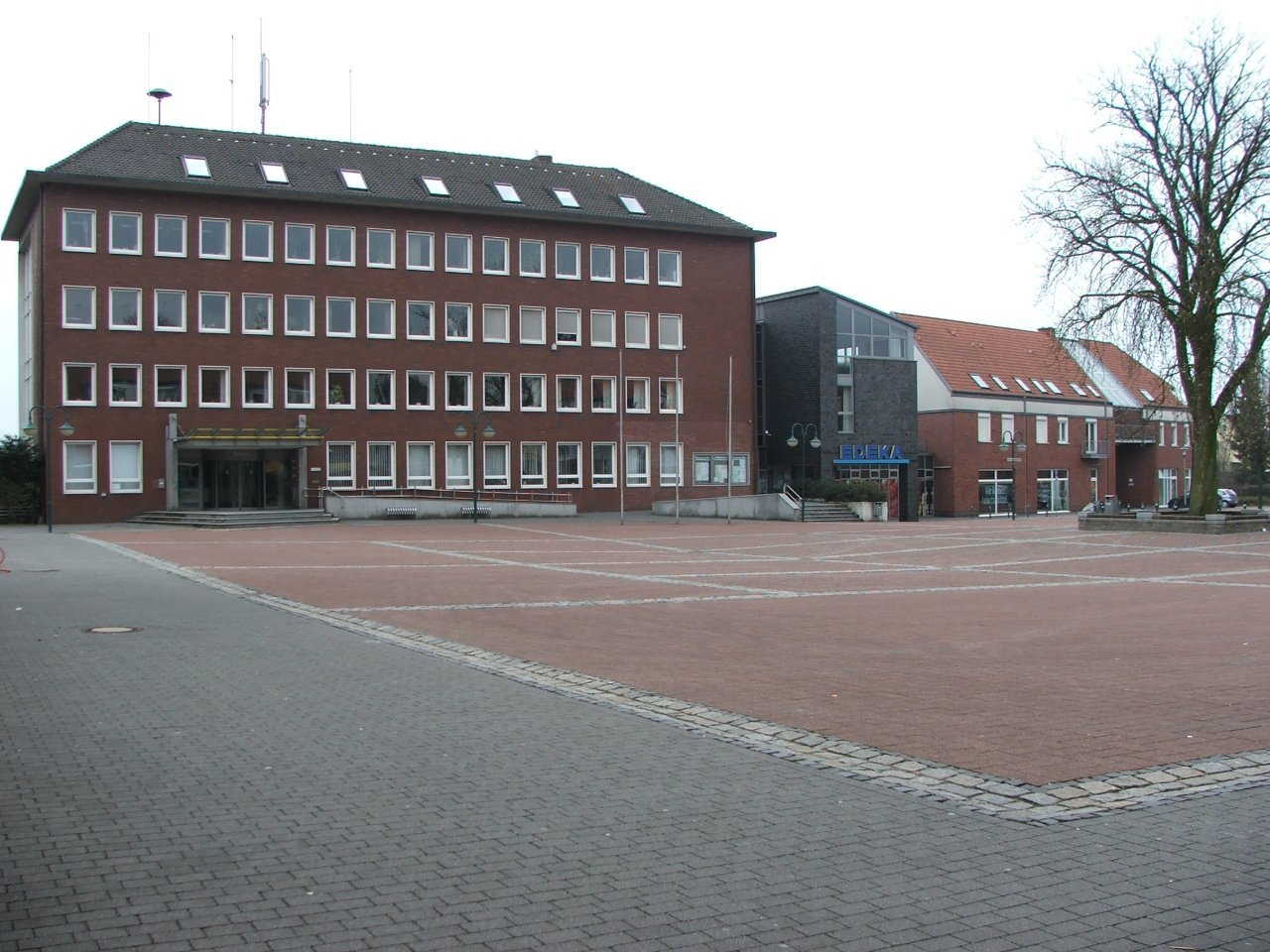
Das Rathaus in Ennigerloh 2006

## Bürgermeisteramt
Nachdem Bürgermeister Hans-Ulrich Brinkmann (SPD), der im Amt Opfer eines Vorschussbetruges geworden war, im Jahr 2002 vorzeitig abgewählt wurde, gewann Berthold Lülf als SPD-Kandidat die Bürgermeisterwahl 2002 mit 56,5 Prozent der gültigen Stimmen bei einer Wahlbeteiligung von 80,8 Prozent. Bei der nächsten Bürgermeisterwahl 2009 gab es keinen Gegenkandidaten und Lülf als gemeinsamer Kandidat von SPD, fwg und FDP wurde mit 89,7 Prozent der gültigen Stimmen bei einer Wahlbeteiligung von 56,3 Prozent im Amt bestätigt. Bei der Bürgermeisterwahl 2014 trat er ebenfalls ohne Gegenkandidaten an und wurde mit 83,29 Prozent der gültigen Stimmen bei einer Wahlbeteiligung von 52,3 Prozent wiedergewählt. Bei der Bürgermeisterwahl 2020 erhielt Lülf 58,85 Prozent der gültigen Stimmen bei einer Wahlbeteiligung von 57,50 Prozent.

## Sonstige Ämter
Berthold Lülf war bis 2014 Mitglied des EUREGIO-Rates. Im Deutschen Städte- und Gemeindebund ist er im Ausschuss für Städtebau und Umwelt Vertreter des Ersten Beigeordneten der Stadt Bergkamen Hans-Joachim Peters.